# El Gouna International
Le tournoi El Gouna International est un tournoi de squash qui se tient dans la ville balnéaire de El Gouna en avril. Il fait partie du PSA World Tour, catégorie rassemblant les plus prestigieux et lucratifs tournois. Le premier tournoi se déroule en 2010. Plus précisément, il fait partie des PSA World Series qui sont les tournois les plus prestigieux du circuit masculin, tels que le championnat du monde ou le British Open.
Initialement, le tournoi est exclusivement masculin mais avec l'annonce du championnat du monde féminin 2016 qui se tient en même temps et sur les mêmes courts que l'édition 2017 du tournoi, il est précisé qu'un tournoi féminin est envisagé et de fait, en 2018 une première édition féminine voit le jour simultanément avec l'édition masculine.

## Palmarès

### Hommes
| Année | Champion                                            | Finaliste                                           | Score en finale                                     |
| ----- | --------------------------------------------------- | --------------------------------------------------- | --------------------------------------------------- |
| 2025  | Mostafa Asal                                        | Ali Farag                                           | 6-11, 7-11, 11-9, 11-9, 11-5 (91 min)               |
| 2024  | Ali Farag                                           | Mostafa Asal                                        | 11-7, 8-11, 11-4, 11-5 (58 min)                     |
| 2023  | Ali Farag                                           | Mostafa Asal                                        | 12-10, 10-12, 11-6, 11-2 (62 min)                   |
| 2022  | Mostafa Asal                                        | Paul Coll                                           | 11-8, 11-9, 11-5 (70 min)                           |
| 2021  | Mohamed El Shorbagy                                 | Paul Coll                                           | 11-5, 11-2, 11-7 (48 min)                           |
| 2020  | annulé à cause de la pandémie de Covid-19 en Égypte | annulé à cause de la pandémie de Covid-19 en Égypte | annulé à cause de la pandémie de Covid-19 en Égypte |
| 2019  | Ali Farag                                           | Karim Abdel Gawad                                   | 11-9, 12-10, 11-3 (46 min)                          |
| 2018  | Marwan El Shorbagy                                  | Ali Farag                                           | 11-8, 11-5, 11-4 (39 min)                           |
| 2017  | Grégory Gaultier                                    | Karim Abdel Gawad                                   | 11-6, 11-8, 11-7,                                   |
| 2016  | Mohamed El Shorbagy                                 | Grégory Gaultier                                    | 7-11, 9-11, 11-3, 11-9, 11-8                        |
| 2015  | Ramy Ashour                                         | Mohamed El Shorbagy                                 | 11-9, 11-6, 4-11, 10-12, 12-10                      |
| 2014  | Ramy Ashour                                         | Mohamed El Shorbagy                                 | 11-7, 12-10, 8-11, 11-8,                            |
| 2013  | Pas de compétition                                  | Pas de compétition                                  | Pas de compétition                                  |
| 2012  | Ramy Ashour                                         | James Willstrop                                     | 12-10, 11-5, 5-2 rtd                                |
| 2011  | Pas de compétition                                  | Pas de compétition                                  | Pas de compétition                                  |
| 2010  | Karim Darwish                                       | Ramy Ashour                                         | 16-14, 11-3, 5-1 rtd                                |

### Femmes
| Année | Championne                                          | Finaliste                                           | Score en finale                                     |
| ----- | --------------------------------------------------- | --------------------------------------------------- | --------------------------------------------------- |
| 2025  | Nouran Gohar                                        | Amina Orfi                                          | 9-11, 11-7, 11-6, 11-7 (52 min)                     |
| 2024  | Nouran Gohar                                        | Nour El Sherbini                                    | 11-5, 11-7, 11-9 (81 min)                           |
| 2023  | Nouran Gohar                                        | Nele Gilis                                          | 11-5, 11-7, 11-9 (58 min)                           |
| 2022  | Hania El Hammamy                                    | Nouran Gohar                                        | 2-11, 4-11, 11-8, 11-9, 11-4 (90 min)               |
| 2021  | Nour El Sherbini                                    | Nouran Gohar                                        | 11-7, 11-8, 11-5 (38 min)                           |
| 2020  | annulé à cause de la pandémie de Covid-19 en Égypte | annulé à cause de la pandémie de Covid-19 en Égypte | annulé à cause de la pandémie de Covid-19 en Égypte |
| 2019  | Raneem El Weleily                                   | Nouran Gohar                                        | 11-8, 7-11, 12-10, 11-6 (61 min)                    |
| 2018  | Raneem El Weleily                                   | Nour El Sherbini                                    | 5-11, 11-8, 11-3, 14-12 (50 min)                    |